# Conjecture de Bieberbach
La conjecture de Bieberbach était une conjecture mathématique, c'est maintenant un théorème que l'on peut formuler comme suit: toute fonction entière f injective sur le disque unité et s'écrivant :
 a des coefficients satisfaisant l'inégalité :

## Démonstration
Cette conjecture, énoncée en 1916, a été démontrée par Louis de Branges de Bourcia en 1985.
On définit habituellement la classe S des fonctions f injectives sur le disque unité telles que {\displaystyle a_{0}=0} et {\displaystyle a_{1}=1}. Ces fonctions sont dites schlicht. La conjecture de Bieberbach s'énonce alors sous la forme {\displaystyle |a_{n}|\leq n}.
Le cas particulier n = 2 a été démontré par Ludwig Bieberbach. Ce résultat est lié au théorème de l'aire, et implique le théorème du quart de Koebe : pour toute fonction de S, l'image du disque unité contient le disque de centre 0 et de rayon 1/4.
Avant la démonstration générale de la conjecture de Bieberbach, on connaissait plusieurs cas particuliers, et l'inégalité de Littlewood
Louis de Branges démontra en fait plus que la conjecture de Bieberbach : celle de Milin (en) (1971), qui l'impliquait.